# 라디오 베리따스 아시아
라디오 베리따스 아시아(Radio Veritas Asia 약칭 RVA)는 필리핀 퀘손 시(Quezon City)에서 방송하는 천주교계 방송이다. 현재 총 13개 언어로 방송되고 있다.

## 한국어 방송
라디오 베리따스 아시아 한국어방송은 1980년에 개국하였다가 대한민국에 천주교계 방송인 부산평화방송이 설립되자 1991년 12월 31일에 방송을 중단하였다.